# Мокрушинская пещера
Мокрушинская пещера — карстовая пещера в Ольгинском районе Приморского края. Самая большая по объёму пещера Дальнего Востока России (около 60 000 м³).
Мокрушинская пещера открыта в 1907 году крестьянином из деревни Богуславка. В 1908 году пещеру исследовал Подгорбунский, а в 1909 году — С. В. Дюкин. Описание пещеры встречается и у Арсеньева, но в его подлинных дневниках нет записей о непосредственном посещении пещеры. В 1914 году проведена топосъёмка верхнего яруса, и только в 1949 году всей пещеры.
Название пещеры, скорее всего, происходит от протекающей недалеко одноимённой речки и встречается ещё в описании 1910 года под авторством Ф. А. Дербека (как Макрушинская). В свою очередь, этимология названия реки неизвестна. Другим, менее вероятным, вариантом происхождения названия пещеры является сырость.
Состоит из двух ярусов — верхний представляет собой четыре последовательно соединённых зала, в первом из которых находится колодец глубиной 23 метра, ведущий на нижний ярус. На нём расположено озеро объёмом 230 м³, в котором есть спелеофауна.
В 1984 году приморская телестудия «Дальтелефильм» сняла «Я подарю тебе Заозерье» — документальный фильм о пещере.
Памятник природы регионального значения с 14 августа 1987 года.